# Трент
Трент (енгл. River Trent) је трећа најдужа река Уједињеног Краљевства. Дуга је 297 km и тече кроз централну Енглеску ка североистоку. Река заједно са реком Уз гради естуар Хамбер који се улива у Северно море испод Кингстона на Халу. 
Река Трент је у историји значајно мењала ток. На њој се понекад јавља ефекат повратног плимског таласа.